# Quatzenheim
Quatzenheim település Franciaországban, Bas-Rhin megyében. Lakosainak száma 755 fő (2022. január 1.). Quatzenheim Furdenheim, Dossenheim-Kochersberg, Fessenheim-le-Bas, Hurtigheim és Wiwersheim községekkel határos.

## Népesség
A település népességének változása:
| Lakosok száma | 808  | 783  | 794  | 781  | 782  | 782  | 772  | 767  | 755  |
|               | 2013 | 2015 | 2016 | 2017 | 2018 | 2019 | 2020 | 2021 | 2022 |